# A Fall of Moondust
A Fall of Moondust este un roman hard science-fiction al scriitorului britanic Arthur C. Clarke, publicat pentru prima dată în 1961. A fost nominalizat la premiul Hugo pentru cel mai bun roman și a fost primul roman științifico-fantastic selectat pentru a deveni Reader's Digest Condensed Book⁠(d).

## Rezumat

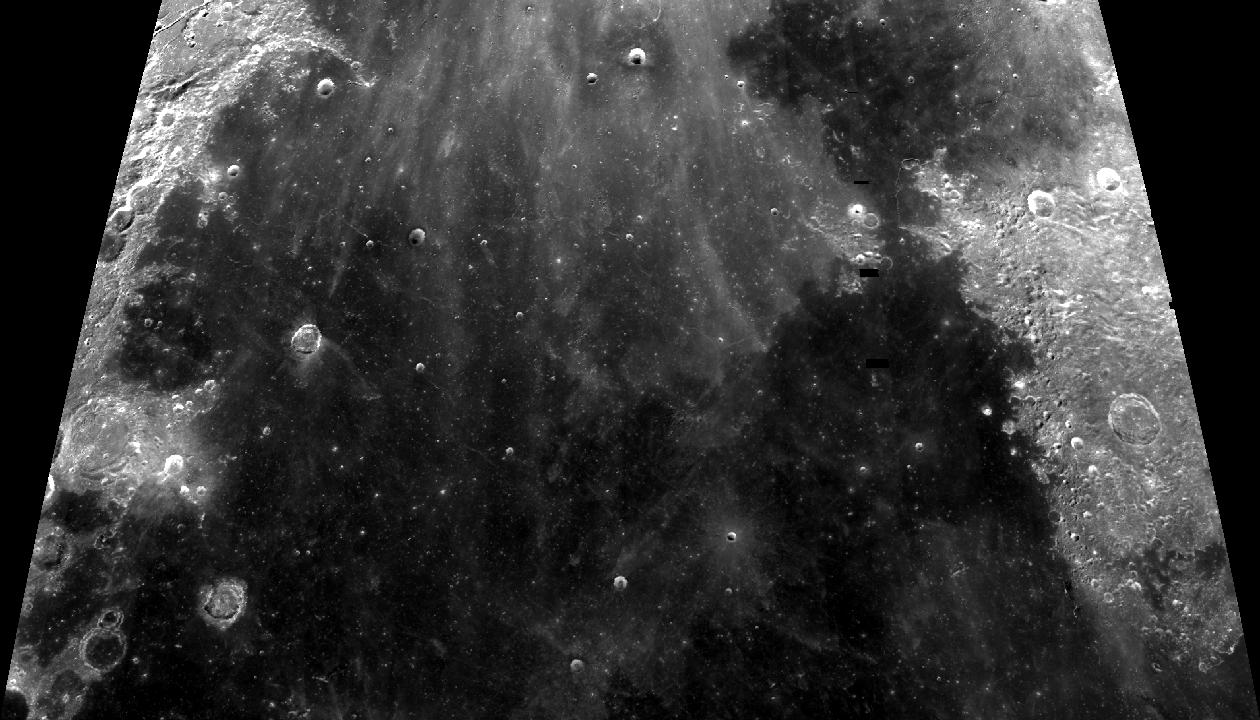
Sinus Roris, unde se află Marea Setei în roman.

În secolul al XXI-lea, Luna a fost colonizată și, deși este încă o unitate de cercetare, este vizitată de turiști care își permit călătoria. Una dintre atracțiile sale este o croazieră prin una dintre mările lunare, numită Marea Setei, (situată în Sinus Roris⁠(d)) plină cu un praf extrem de fin, o pulbere fină mult mai uscată decât conținutul unui deșert terestru și care aproape curge ca apa, în loc de regolitul comun care acoperă cea mai mare parte a suprafeței lunare. O „barcă” special concepută, numită Selene, trece peste suprafața prafului în același mod ca un Jet ski.
Dar, într-o croazieră, un cutremur selenar provoacă prăbușirea unei caverne, tulburând echilibrul. În timp ce Selene trece pe deasupra, acesta se scufundă la aproximativ 15 metri sub suprafața prafului, ascunzând nava și prinzând-o sub praf. Imediat apar probleme potențial fatale pentru echipaj și pasagerii din interior. Selene scufundată are o aprovizionare limitată cu aer, nu există nicio modalitate de a scăpa de căldura generată, comunicațiile sunt imposibile și nimeni altcineva nu este sigur unde s-a pierdut Selene. Pe măsură ce Selene se încălzește și aerul devine irespirabil, tânărul căpitan Pat Harris și stewardesa șefă Sue Wilkins încearcă să țină pasagerii ocupați și stabili din punct de vedere psihologic în timp ce așteaptă să fie salvați. Ei sunt ajutați de un căpitan și explorator retras al unei nave spațiale, Commodore Hansteen, care călătorește inițial incognito.
Inginerul șef (Earthside) Robert Lawrence este sceptic că este posibilă o salvare, chiar dacă Selene poate fi localizată. El este gata să abandoneze o căutare inițial nereușită, când este contactat de Thomas Lawson, un astronom genial, dar excentric, care, din punctul său de observație de pe un satelit aflat deasupra Lunii, Lagrange II, crede că a detectat rămășițele unei urme de căldură la suprafață. Se organizează o expediție de salvare și Lawrence intră într-adevăr în contact cu Selene. Cu toate acestea, mediul complet străin duce la numeroase complicații neprevăzute. Misiunea de salvare decide să scufunde mai întâi un tub care să furnizeze oxigen lui Selene, în efortul de a câștiga timp pentru a se gândi la o modalitate de a scoate pasagerii. Cu toate acestea, totul devine o cursă contra cronometru, deoarece căldura din Selene strică sistemul chimic de purificare a aerului, iar pasagerii suferă de otrăvire cu CO2. Pentru a păstra aerul, majoritatea pasagerilor intră într-un somn indus chimic, doar Pat Harris și fizicianul Duncan McKenzie rămân treji. Tocmai la timp, salvatorii reușesc să facă o gaură în acoperiș și să se alimenteze cu aer.
Se elaborează un plan pentru a salva pasagerii lui Selene prin scufundarea mai multor chesoane de beton pe acoperișul navei și tăierea unei găuri. Când primul cheson este scufundat, dezastrul lovește din nou: deșeurile lichide ale pasagerilor au fost expulzate din navă, transformând praful din jurul său în noroi, ceea ce provoacă o altă prăbușire, mai mică. Selene se scufundă încă o dată, de data aceasta doar la o distanță mică, dar crucial, pe o pantă. Chesoanele nu pot fi conectate la acoperișul care acum este înclinat la 30 de grade. De asemenea, alimentarea cu aer și comunicațiile au fost avariate. După restaurarea acestora se face un nou plan de scufundare a chesoanelor, dar acum cel de jos are atașat un fiting flexibil care poate fi montat pe acoperișul înclinat al Selenei. Misiunea de salvare funcționează conform planului: chesoanele sunt scufundate, praful este scos și conexiunea este făcută, dar acum timpul se scurge din nou. Când găurile de alimentare cu aer au fost forate, corpul dublu al navei Selene a fost spart, iar spațiul dintre ele s-a umplut încet cu praf. Praful bogat în metale a ajuns la baterii pe care le-a scurtcircuitat și începe un incendiu. Pasagerii sigilează nava, dar praful încă se revarsă și există teama că materialul care arde va provoca explozia oxigenului lichid. Între timp, Robert Lawrence lucrează în puțul de salvare, până la urmă se finalizează gaura și pasagerii ies prin puț. Căpitanul Harris este ultimul care pleacă, fiind până la brâu în praf. Tocmai când se îndepărtează de puț, oxigenul lichid explodează, distrugând-o pe Selene.
Un scurt epilog îl arată pe Lawrence scriindu-și memoriile, iar Pat Harris și Sue Wilkins sunt căsătoriți. Pat Harris este căpitanul navei Selene II la prima sa croazieră, care va fi și ultima croazieră a lui Harris, deoarece speră să se transfere la serviciul spațial.

## Recepție
Floyd C. Gale de la Galaxy Science Fiction a dat romanului A Fall of Moondust cinci stele din cinci, lăudându-l ca fiind „captivant din punct de vedere emoțional [și] pătrunzător” și că „se ridică la cel mai înalt standard al eforturilor sale anterioare. Nicio laudă nu poate fi prea mare”. 

## Adaptări
O dramatizare BBC Radio⁠(d) a romanului a fost produsă în 1981. David Buck⁠(d) interpretează rolul căpitanului Pat Harris și Barry Foster⁠(d) apare în rolul inginerului șef Lawrence. În 2008, producția a fost lansată pe BBC Compact Disc (ISBN: 978-1-4056-8804-8).